# Jean-Claude Gakosso
Jean-Claude Gakosso (ur. 25 lipca 1957) – kongijski polityk. Od 2015 roku minister spraw zagranicznych Konga. W latach 2002–2015 minister kultury i sztuki.

## Życiorys
Gakosso urodził się 25 lipca 1957 roku, w Inkouélé, położonym w dystrykcie Gamboma w departamencie Plateaux. Studiował na Université Panthéon-Sorbonne, w Paryżu we Francji. Był wykładowcą i profesorem nadzwyczajnym na Université Marien Ngouabi w Brazzaville.
W 1983 roku ukończył dziennikarstwo na uniwersytecie w Petersburgu.

### Działalność polityczna
W 1995 roku skrytykował prawo prasowe uchwalone przez Zgromadzenie Narodowe, oskarżając rząd o „działania na rzecz ograniczenia wolności prasy”. Po wojnie domowej w Kongu w 1997 roku, został doradcą prezydenta Denisa Sassou-Nguesso ds. Komunikacji, Poczty i Telekomunikacji. Funkcję pełnił do 2002 roku. 
18 sierpnia 2002 roku został powołany w skład rządu, na stanowisko Ministra Kultury, Sztuki i Turystyki, zastąpił urzędującą minister – Mambou Aimée Gnali. Jako minister, Gakosso uczestniczył w ponownym rozpaleniu płomienia w Mauzoleum Marien Ngouabi. W 2005 roku uczestniczył w organizacji Panafrican Music Festival. Pełniąc funkcję ministra kultury, Gakosso pełnił również funkcję tymczasowego Ministra Łączności, Rzecznika Rządu i ds. Kontaktów z Parlamentem.
W wyborach parlamentarnych w czerwcu 2007 roku, Gakosso był kandydatem Kongijskiej Partii Pracy (PCT) w okręgu Ongogni, zastąpił w tym okręgu poprzedniego kandydata – Pierre Ngolo. Gakosso uzyskał elekcję do Zgromadzenia Narodowego w pierwszej turze, zdobywając 99,72% głosów. Po wyborach do Zgromadzenia Narodowego, utrzymał stanowisko ministra kultury i sztuki w nowym rządzie, powołanym 30 grudnia 2007 roku. Przed wyborami prezydenckimi w lipcu 2009 roku, Gakosso był sprawozdawcą National Initiative for Peace (INP), politycznego stowarzyszenia promującego reelekcję Sassou Nguesso.
W wyborach parlamentarnych w 2012 roku Gakosso uzyskał reelekcję do Zgromadzenia Narodowego, jako kandydat PCT w Ongogni. Wygrał pierwszej turze uzyskując 95,26% głosów. 25 września 2012 ponownie znalazł się w składzie rządu jako minister kultury i sztuki. 10 sierpnia 2015 roku Gakosso został przeniesiony ze stanowiska ministra kultury i sztuki na stanowisko ministra spraw zagranicznych.
3 listopada 2015 roku, w Moskwie, Gakosso spotkał się z ministrem spraw zagranicznych Rosji Siergiejem Ławrowem, gdzie potwierdzili dobre stosunki między swoimi krajami. Ławrow poparł wynik referendum konstytucyjnego z października 2015 roku. Po zwycięstwie Sassou Nguesso w wyborach prezydenckich w marcu 2016 roku, 9 maja 2016 roku Gakosso wysłał list do Unii Europejskiej z prośbą o odwołanie ambasadorki UE w Kongu – Saski de Lang. Prośba była odpowiedzią na skrytykowanie przez de Lang ponownego wyboru Sassou Nguesso na urząd prezydenta.
25 stycznia 2017 roku wysłał listy do 16 kongijskich ambasadorów, odwołując ich z ich stanowisk, jednocześnie zapowiadając, że jest to efekt restrukturyzacji w polityce zagranicznej Konga. W przeciągu kilku miesięcy, Gakosso ogłosił nowych ambasadorów. W marcu 2017 roku ponownie spotkał się z Siergiejem Ławrowem w celu omówienia dalszej współpracy pomiędzy państwami.
Po utworzeniu nowego rządu, przez premiera Anatole Collinet Makosso, 15 maja 2021 roku został ponownie powołany na stanowisko ministra spraw zagranicznych.

## Życie prywatne
Jean-Claude Gakosso jest żonaty z Lucinda Gakosso.

## Odznaczenia
- Medal Puszkina (2015)[25]
- Kongijski Order Zasługi, w stopniu Grand Officier (2015)[29]